# Hesperonemastoma kepharti
Espèce
Synonymes
- Nemastoma kepharti Crosby & Bishop, 1924

Hesperonemastoma kepharti est une espèce d'opilions dyspnois de la famille des Taracidae.

## Distribution
Cette espèce est endémique des États-Unis. Elle se rencontre de l'Alabama à la Virginie.

## Description
Le mâle holotype mesure 1,2 mm.
La femelle décrite par Gruber en 1970 mesure 1,89 mm.

## Systématique et taxinomie
Cette espèce a été décrite sous le protonyme Nemastoma kepharti par Crosby et Bishop en 1924. Elle est placée dans le genre Hesperonemastoma par Gruber en 1970.

## Publication originale
- Crosby & Bishop, 1924 : « Notes on the Opiliones of the southeastern United States with descriptions of new species. » The Journal of the Elisha Mitchell Scientific Society, vol. 40, p. 8–26.